# Nguyễn Như Hoạt
Nguyễn Như Hoạt (sinh 2 tháng 9 năm 1950 tại thôn An Trụ, xã An Thịnh, huyện Lương Tài, tỉnh Bắc Ninh) là một sĩ quan cao cấp của Quân đội Nhân dân Việt Nam. Ông mang hàm Trung tướng, từng giữ các chức vụ Tư lệnh Quân khu Thủ đô, giám đốc Học viện Quốc phòng. Ông được phong tặng danh hiệu Anh hùng lực lượng vũ trang nhân dân ngày 25 tháng 8 năm 1970. Ông là đảng viên Đảng Cộng sản Việt Nam.

## Thân thế và sự nghiệp
Nguyễn Như Hoạt sinh năm 1950 tại thôn An Trụ, xã An Thịnh, huyện Lương Tài, tỉnh Bắc Ninh. Ông nhập ngũ năm 1967. Tháng 5 năm 1968 ông làm chiến sĩ liên lạc, tham gia Chiến dịch Đường 9 – Khe Sanh. Khi chỉ huy đơn vị hy sinh, Nguyễn Như Hoạt đã đứng lên chỉ huy đơn vị, giữ vững trận địa, hoàn thành nhiệm vụ liên lạc và tiêu diệt 37 lính Mỹ. Từ một liên lạc viên, ông được phong thẳng chức trung đội trưởng. Đại đội của ông và bản thân ông được phong tặng danh hiệu Anh hùng lực lượng vũ trang nhân dân năm 1970.
Năm 1985, Nguyễn Như Hoạt được cử đi học tại Học viện Quốc phòng. Năm 1987 ông được bổ nhiệm sư đoàn trưởng Sư đoàn 3. Sau đó, ông trở về quê làm Chỉ huy trưởng Bộ chỉ huy Quân sự tỉnh Hà Bắc trên 4 năm. Năm 1997, khi đang làm tại Bộ Chỉ huy Quân sự tỉnh Bắc Giang, ông trúng cử đại biểu Quốc hội khóa X, thuộc đoàn đại biểu tỉnh Bắc Kạn.
Năm 1998, ông được đề bạt làm phó Tư lệnh kiêm Tham mưu trưởng Quân khu 1, được thăng hàm thiếu tướng cùng năm. Năm 2002 Nguyễn Như Hoạt được bổ nhiệm làm Tư lệnh trưởng Quân khu Thủ đô và được thăng hàm trung tướng. Năm 2008, sau 6 năm làm Tư lệnh Quân khu Thủ đô, ông chuyển sang giữ chức Giám đốc Học viện Quốc phòng. Ông được phong hàm Phó giáo sư năm 2009, nghỉ hưu năm 2011.
Sau khi nghỉ hưu, Nguyễn Như Hoạt làm Trưởng ban liên lạc cựu chiến binh Quân đoàn 14 ở mặt trận Lạng Sơn.

## Tác phẩm
Năm 2019, Nguyễn Như Hoạt cho ra mắt cuốn hồi ký Trưởng thành qua trận mạc, với nội dung chính là thời gian 44 năm trong quân ngũ.